# Atme
Atme (en árabe: اطمه‎, romanizado: ‘Aṭma; también escrito como Atma, Atima, o Atmeh), es una aldea en el norte de Siria perteneciente a la Gobernación de Idlib, al norte de la capital Idlib y directamente al este de la frontera con Turquía. De acuerdo con el censo de la Oficina Central de Estadísticas de Siria de 2004, Atme tenía una población de 2,255 habitantes.
Desde octubre de 2011, dos campamentos de refugiados cerca de Atme han sido centros de recepción para refugiados sirios que no lograron cruzar la frontera con Turquía. De acuerdo con la Fundación Maram, más de 20.000 personas vivían en los campamentos en 2013. La población de refugiados en ambos campamentos aumentó a 800.000 personas en 2019.
En la noche del 3 de febrero de 2022, el ejército estadounidense llevó a cabo una operación en Atme en la cual murió el líder de la organización terrorista yihadista Estado Islámico Abu Ibrahim al Hashemi al Qurash. Según un funcionario del gobierno estadounidense, al Hashemi se inmoló durante la operación. Mató a miembros de su familia, incluidas mujeres y niños, en la explosión. Según el Observatorio Sirio para los Derechos Humanos, 13 civiles murieron como consecuencia del intento de captura de al Hashemi.